# Akira Akao
Akira Akao (赤尾 公 Akao Akira?), född 15 februari 1988 i Kagoshima prefektur, är en japansk fotbollsspelare.
Akao började sin karriär 2010 i Gainare Tottori. Efter Gainare Tottori spelade han för SC Tottori Dreams och Kagoshima United FC.